# Xã Sherman, Quận Huron, Ohio
Xã Sherman (tiếng Anh: Sherman Township) là một xã thuộc quận Huron, tiểu bang Ohio, Hoa Kỳ. Năm 2010, dân số của xã này là 510 người.